# The Wild, the Innocent & the E Street Shuffle
The Wild, the Innocent & the E Street Shuffle er Bruce Springsteens andet studiealbum, udgivet i 1973 af Columbia Records.

## Trackliste
Alle sange er skrevet af Bruce Springsteen.
Side et
1. . "The E Street Shuffle" – 4:31
2. . "4th of July, Asbury Park (Sandy)" – 5:36
3. . "Kitty's Back" – 7:09
4. . "Wild Billy's Circus Story" – 4:47

Side to
1. . "Incident on 57th Street" – 7:45
2. . "Rosalita (Come Out Tonight)" – 7:04
3. . "New York City Serenade" – 9:55

## Medvirkende

### E Street Band
- Clarence Clemons – saxofon, vokal
- Danny Federici – harmonika, keyboard, kontrabas på "Kitty's Back", klaver på "Incident on 57th Street", vokal
- Vini Lopez – trommer, kornet på "The E Street Shuffle", vokal
- David Sancious – clavinet, el-klaver, keyboard
- Bruce Springsteen – guitar, harmonika, bas guitar, mandolin, maraca, vokal
- Garry Tallent – bass, valdhorn, tubo, vokal

### Yderligere musikere
- Richard Blackwell – conga, percussion
- Suki Lahav – kor vokal på "4th of July, Asbury Park (Sandy)" og "Incident on 57th Street"
- Albee Tellone – saxofon på "The E Street Shuffle"

### Produktion
- Teresa Alfieri – design
- John Berg – design
- David Gahr – fotograf
- Louis Lahav – lydtekniker